# 松岡ハンバーグ
松岡ハンバーグ（まつおかハンバーグ）は、声優の松岡禎丞がパーソナリティを務める、インターネットラジオステーション音泉にて配信されているラジオ番組。

## 番組概要
パーソナリティを務める松岡禎丞が「大のハンバーグ好き」であることから始まった松岡禎丞初の冠ラジオ番組。
番組内での挨拶は「こんにちハンバーグ」。
番組開始当初は『もぐもぐタイム』と称して毎回実際にハンバーグを食べるコーナーが設けられていた。新型コロナウイルス感染拡大に伴うコロナ対策のため、緊急事態宣言以降は頻度は減ってしまっている。現在では『ハンバーグ王松岡
』というコーナー名となり、毎回では無くなっているが公開録音や記念回などでは復活している。
番組の企画段階でははじめ松岡1人だけをパーソナリティにおいて始まる予定であったが、松岡本人が「自分は一人喋りが不得手であるため、お願いだからアシスタントをつけてほしい」と半ば泣きつくような形で事務所やマネージャーに掛け合い、「アシスタントにしたい声優の候補を挙げてくれ」と言われて挙げた中に事務所の後輩である天﨑洸平と岡咲美保がおり、「その二人を隔回ごとに1人、交代制アシスタントとして2人ラジオをしていこう」という話で番組がスタートした。実際に放送が始まると天﨑と岡咲のスケジュールが奇跡的に松岡のスケジュールと2人同時にハマることが多く、当初の予定とは異なる3人体制での番組となっていった。
しかし番組開始から2年が経った頃に、徐々に天﨑、岡咲のスケジュールが合わなくなった事などから新アシスタントを増やしていき、2024年現在では6人のアシスタントが番組と松岡を支えている。
新アシスタント就任後も番組開始当初と同じように2人ずつ就いていたが、「松岡が番組に慣れて会話がしやすくなった事」「新アシスタントも番組に慣れてきた事」「アシスタントが2人のままだとアシスタント一人一人に焦点を当てたトークがしにくい事」などを理由に第122回からはアシスタント2人体制から1人体制に変更し、アシスタントごとの新コーナーを作りマンツーマンでラジオを行っている。

## コーナー

### 現在のコーナー
- 『本日の松岡さん』

松岡が近況を語るコーナー。
- 『俺についてこい！』

ゲストや、リスナーの皆さんの新たな一面を開花するために送られてきた相談に松岡がマジメに回答していくコーナー。
- 『これも芸の肥やし』

リスナー、番組スタッフが松岡におすすめしたいものを紹介し実際にスタジオに用意できるものは体験していただき、世の中の見識を深めていくコーナー。
- 『ハンバーグ王松岡』

「松岡禎丞＝ハンバーグ」ということを認識してもらうために世の中のハンバーグを食べていく動画コーナー。

### アシスタントごとのコーナー
- 『天﨑天秤』

天﨑洸平が裁判長となりリスナーから送られた２択で迷うことを天秤のお皿に乗せて、どちらに傾くか回答していくコーナー。
- 『オトナ岡咲美保』

多くの大人と関わる機会が増えた岡咲美保がしっかりと振る舞えるように松岡と「こんな場面ではどう立ち振る舞う？」というお題に実戦形式で挑戦するコーナー。
- 『レインボーアクター村井！』

村井美里が様々なタイプの演技に挑戦し、テーマに沿ったセリフや文章を読み上げるコーナー。
- 『松岡禎丞独占インタビュー！　聞き手・山根雅史』

松岡の隠れファンである山根雅史が松岡にアフレコや業界の裏話などを聞いていくコーナー。
- 『先輩！佐藤元！』

佐藤元が先輩としての対応について考えて先輩らしい回答をしていくコーナー。
- 『秋葉ヒーローの世直しルール』

リスナーが自分の直したいことや失敗してしまったことを秋葉佑に相談し秋葉がヒーローとなって一言アドバイスをするコーナー。

### 過去のコーナー
- 『本日のお品書きトーク』

パーソナリティー、アシスタント、リスナー、ゲストの近況トークコーナー。
- 『もぐもぐタイム』

毎回番組冒頭でハンバーグを食べる時間となっている。名称は岡咲が第4回でハンバーグを食べる時間を「もぐもぐタイム」と呼称していた事に由来する。現在では『ハンバーグ王松岡』とコーナー名を変更して不定期で行われている。
- 『松岡禎丞検定』

松岡禎丞に関する問題が出題され、リスナーとアシスタントが次の収録までに答えを考えて当てるクイズコーナー。
- 『松岡禎丞のランクアップチャレンジ』

松岡禎丞がより高みを目指すために様々な物事に果敢に挑戦していき、３人で勝敗を決めるゲームなどでポイントを競っていくコーナー。

## 配信情報
- 隔週月曜日配信[7]。

（※放送回にその回の出典リンクを添付、ゲストは青文字での記載をお願いします。）
| 放送回  | アシスタント                      | ゲスト     | 番組内容・備考 | 配信日         |
| ------- | --------------------------------- | ---------- | --- | -------------- |
| 第1回   | 天﨑滉平/岡咲美保                 |            | | 2018年4月16日  |
| 第2回   | 天﨑滉平/岡咲美保                 |            | | 2018年5月7日   |
| 第3回   | 天﨑滉平/岡咲美保                 |            | | 2018年5月21日  |
| 第4回   | 天﨑滉平/岡咲美保                 |            | | 2018年6月4日   |
| 第5回   | 天﨑滉平/岡咲美保                 |            | | 2018年6月18日  |
| 第6回   | 天﨑滉平/岡咲美保                 | 島﨑信長   | | 2018年7月2日   |
| 第7回   | 天﨑滉平/岡咲美保                 | 楠木ともり | | 2018年7月16日  |
| 第8回   | 天﨑滉平/岡咲美保                 |            | | 2018年8月6日   |
| 第9回   | 天﨑滉平/岡咲美保                 | 佳村はるか | ゲストの佳村はるかの提案で、ハンバーグを食べる際に「いただきハンバーグ」と声を揃えることになり、この回以降はそれが番組の通例となっている。                                   | 2018年8月20日  |
| 第10回  | 天﨑滉平/岡咲美保                 | 内田雄馬   | | 2018年9月3日   |
| 第11回  | 天﨑滉平/岡咲美保                 |            | | 2018年9月17日  |
| 第12回  | 天﨑滉平/岡咲美保                 | 小林裕介   | | 2018年10月1日  |
| 第13回  | 天﨑滉平/岡咲美保                 |            | | 2018年10月16日 |
| 第14回  | 天﨑滉平/岡咲美保                 | 髙橋ミナミ | | 2018年11月5日  |
| 第15回  | 天﨑滉平/岡咲美保                 |            | | 2018年11月19日 |
| 第16回  | 天﨑滉平/岡咲美保                 | 赤﨑千夏   | | 2018年12月3日  |
| 第17回  | 天﨑滉平/岡咲美保                 |            | | 2018年12月17日 |
| 第18回  | 天﨑滉平/岡咲美保                 |            | | 2019年1月7日   |
| 第19回  | 天﨑滉平/岡咲美保                 | 代永翼     | | 2019年1月21日  |
| 第20回  | 天﨑滉平/岡咲美保                 |            | | 2019年2月4日   |
| 第21回  | 天﨑滉平/岡咲美保                 |            | | 2019年2月18日  |
| 第22回  | 天﨑滉平/岡咲美保                 |            | | 2019年3月4日   |
| 第23回  | 天﨑滉平/岡咲美保                 | 岡本信彦   | | 2019年3月18日  |
| 第24回  | 天﨑滉平                          | 山本格     | 番組始まって以来初めてアシスタントが一人となった回にゲストとして松岡とも親交の深い山本格が出演しており出演者が男だけの放送回となっている。                                   | 2019年4月1日   |
| 第25回  | 天﨑滉平/岡咲美保                 |            | | 2019年4月15日  |
| 第26回  | 天﨑滉平/岡咲美保                 |            | | 2019年5月6日   |
| 第27回  | 天﨑滉平/岡咲美保                 | 大西沙織   | | 2019年5月20日  |
| 第28回  | 天﨑滉平/岡咲美保                 |            | | 2019年6月3日   |
| 第29回  | 天﨑滉平/岡咲美保                 |            | | 2019年6月17日  |
| 第30回  | 天﨑滉平/岡咲美保                 | 日高里菜   | | 2019年7月1日   |
| 第31回  | 天﨑滉平/岡咲美保                 |            | | 2019年7月15日  |
| 第32回  | 天﨑滉平/岡咲美保                 | 杉田智和   | | 2019年8月5日   |
| 第33回  | 天﨑滉平/岡咲美保                 |            | | 2019年8月19日  |
| 第34回  | 天﨑滉平/岡咲美保                 | 小澤亜李   | | 2019年9月2日   |
| 第35回  | 天﨑滉平/岡咲美保                 |            | | 2019年9月16日  |
| 第36回  | 天﨑滉平/岡咲美保                 | 安野希世乃 | | 2019年10月7日  |
| 第37回  | 天﨑滉平/岡咲美保                 |            | | 2019年10月21日 |
| 第38回  | 天﨑滉平/岡咲美保                 | 藤田茜     | パーソナリティーである松岡が番組に遅刻し、番組冒頭は天﨑と岡咲がパーソナリティーとしてゲストの藤田とトークすることになった。遅れてきた松岡はアシスタントとして参加している。 | 2019年11月4日  |
| 第39回  | 天﨑滉平/岡咲美保                 |            | | 2019年11月18日 |
| 第40回  | 天﨑滉平/岡咲美保                 | 小松未可子 | | 2019年12月2日  |
| 第41回  | 天﨑滉平/岡咲美保                 | 伊藤かな恵 | | 2019年12月16日 |
| 第42回  | 天﨑滉平/岡咲美保                 |            | | 2020年1月6日   |
| 第43回  | 天﨑滉平/岡咲美保                 |            | | 2020年1月20日  |
| 第44回  | 天﨑滉平/岡咲美保                 | 秋葉佑     | | 2020年2月3日   |
| 第45回  | 天﨑滉平/岡咲美保                 | 逢坂良太   | | 2020年2月17日  |
| 第46回  | 天﨑滉平/岡咲美保                 | 川原礫     | この回は、『ソードアート・オンライン』原作者の川原礫がゲスト出演しており、番組として初となる声優以外のゲストが出演する回となっている。                                       | 2020年3月2日   |
| 第47回  | 天﨑滉平/岡咲美保                 | 日笠陽子   | 公開録音夜の部の再配信 | 2020年3月16日  |
| 第48回  | 天﨑滉平/岡咲美保                 | 笠間淳     | | 2020年4月6日   |
| 第49回  | 天﨑滉平/岡咲美保                 |            | | 2020年4月20日  |
| 第50回  | 天﨑滉平/岡咲美保                 |            | | 2020年5月4日   |
| 第51回  | 佐藤元/岡咲美保                   |            | 新アシスタントとして佐藤元 (声優)が加入。 | 2020年6月15日  |
| 第52回  | 天﨑滉平/村井美里                 |            | 新アシスタントとして村井美里が加入。 | 2020年7月6日   |
| 第53回  | 岡咲美保/佐藤元                   | 伊藤静     | | 2020年7月20日  |
| 第54回  | 天﨑滉平/村井美里                 | 桑原由気   | | 2020年8月3日   |
| 第55回  | 村井美里/佐藤元                   | 下野紘     | | 2020年8月17日  |
| 第56回  | 岡咲美保/村井美里                 |            | | 2020年9月7日   |
| 第57回  | 天﨑滉平/佐藤元                   | 八代拓     | | 2020年9月21日  |
| 第58回  | 天﨑滉平/岡咲美保                 | 加隈亜衣   | | 2020年10月5日  |
| 第59回  | 天﨑滉平/村井美里                 |            | | 2020年10月19日 |
| 第60回  | 岡咲美保/佐藤元                   | 小林裕介   | | 2020年11月2日  |
| 第61回  | 岡咲美保/村井美里                 |            | | 2020年11月16日 |
| 第62回  | 天﨑滉平/佐藤元                   | 高橋李依   | | 2020年12月7日  |
| 第63回  | 天﨑滉平/岡咲美保/村井美里/佐藤元 |            | 忘年回スペシャルとして当時のアシスタント4名が全員集合する。「ランクアップチャレンジ」コーナーが最終回を迎え、これまでのポイントの総決算が行われた。                          | 2020年12月21日 |
| 第64回  | 村井美里/佐藤元                   |            | | 2021年1月18日  |
| 第65回  | 天﨑滉平/岡咲美保                 |            | | 2021年2月1日   |
| 第66回  | 村井美里/佐藤元                   |            | | 2021年2月15日  |
| 第67回  | 天﨑滉平/佐藤元                   | 島﨑信長   | | 2021年3月1日   |
| 第68回  | 岡咲美保/佐藤元                   | 前野智昭   | | 2021年3月15日  |
| 第69回  | 岡咲美保/村井美里                 |            | | 2021年4月5日   |
| 第70回  | 天﨑滉平/村井美里                 |            | | 2021年4月19日  |
| 第71回  | 天﨑滉平/岡咲美保                 |            | | 2021年5月3日   |
| 第72回  | 岡咲美保/村井美里                 | 矢作紗友里 | | 2021年5月17日  |
| 第73回  | 天﨑滉平/佐藤元                   |            | | 2021年6月7日   |
| 第74回  | 山根雅史/秋葉佑                   |            | 新アシスタントとして山根雅史、秋葉佑の2名が番組に加入。 | 2021年6月21日  |
| 第75回  | 村井美里/佐藤元                   |            | | 2021年7月5日   |
| 第76回  | 岡咲美保/村井美里                 | 柿原徹也   | | 2021年7月19日  |
| 第77回  | 山根雅史/秋葉佑                   |            | | 2021年8月2日   |
| 第78回  | 山根雅史/村井美里                 |            | | 2021年8月16日  |
| 第79回  | 秋葉佑/村井美里                   | 岡咲美保   | | 2021年9月6日   |
| 第80回  | 天﨑滉平                          |            | この回は新型コロナウイルス感染拡大防止のためアシスタント１人体制となる。 | 2021年9月20日  |
| 第81回  | 村井美里                          |            | | 2021年10月4日  |
| 第82回  | 天﨑滉平/山根雅史                 |            | | 2021年10月18日 |
| 第83回  | 岡咲美保/秋葉佑                   | 足立慎吾   | | 2021年11月1日  |
| 第84回  | 村井美里/佐藤元                   |            | | 2021年11月15日 |
| 第85回  | 秋葉佑/山根雅史                   |            | | 2021年12月6日  |
| 第86回  | 秋葉佑/佐藤元                     |            | | 2021年12月20日 |
| 第87回  | 岡咲美保/山根雅史                 |            | | 2022年1月3日   |
| 第88回  | 村井美里/佐藤元                   |            | | 2022年1月17日  |
| 第89回  | 山根雅史/佐藤元                   | 長縄まりあ | | 2022年2月7日   |
| 第90回  | 秋葉佑/村井美里                   |            | | 2022年2月21日  |
| 第91回  | 山根雅史/村井美里                 |            | | 2022年3月7日   |
| 第92回  | 天﨑滉平/佐藤元                   |            | | 2022年3月21日  |
| 第93回  | 天﨑滉平/秋葉佑                   |            | | 2022年4月4日   |
| 第94回  | 山根雅史/佐藤元                   |            | | 2022年4月18日  |
| 第95回  | 天﨑滉平/村井美里                 |            | | 2022年5月9日   |
| 第96回  | 山根雅史/秋葉佑                   |            | | 2022年5月23日  |
| 第97回  | 山根雅史/村井美里                 |            | | 2022年6月6日   |
| 第98回  | 秋葉佑/村井美里                   |            | | 2022年6月20日  |
| 第99回  | 山根雅史/村井美里                 |            | | 2022年7月4日   |
| 第100回 | 天﨑滉平/村井美里                 |            | | 2022年7月18日  |
| 第101回 | 岡咲美保/村井美里                 |            | | 2022年8月1日   |
| 第102回 | 村井美里/秋葉佑                   |            | | 2022年8月15日  |
| 第103回 | 岡咲美保/山根雅史                 |            | | 2022年8月29日  |
| 第104回 | 村井美里/秋葉佑                   |            | | 2022年9月12日  |
| 第105回 | 村井美里/山根雅史                 |            | | 2022年9月26日  |
| 第106回 | 天﨑滉平/佐藤元                   |            | | 2022年10月10日 |
| 第107回 | 佐藤元/秋葉佑                     |            | | 2022年10月24日 |
| 第108回 | 村井美里/山根雅史                 |            | | 2022年11月7日  |
| 第109回 | 村井美里/佐藤元                   |            | | 2022年11月21日 |
| 第110回 | 村井美里/秋葉佑                   |            | | 2022年12月5日  |
| 第111回 | 天﨑滉平/佐藤元                   |            | | 2022年12月19日 |
| 第112回 | 天﨑滉平/山根雅史                 |            | | 2023年1月16日  |
| 第113回 | 村井美里/秋葉佑                   |            | | 2023年1月30日  |
| 第114回 | 山根雅史/秋葉佑                   |            | | 2023年2月13日  |
| 第115回 | 天﨑滉平/岡咲美保/秋葉佑          | 島﨑信長   | 「公開録音 昼の部」の音声配信 | 2023年2月27日  |
| 第116回 | 村井美里/山根雅史/佐藤元          | 島﨑信長   | 「公開録音 夜の部」の音声配信 | 2023年3月13日  |
| 第117回 | 山根雅史/秋葉佑                   |            | | 2023年3月27日  |
| 第118回 | 山根雅史/秋葉佑                   |            | | 2023年4月10日  |
| 第119回 | 村井美里/佐藤元                   |            | | 2023年4月24日  |
| 第120回 | 山根雅史/秋葉佑                   |            | | 2023年5月8日   |
| 第121回 | 村井美里/秋葉佑                   |            | | 2023年5月22日  |
| 第122回 | 秋葉佑                            |            | | 2023年6月5日   |
| 第123回 | 村井美里                          |            | | 2023年6月19日  |
| 第124回 | 山根雅史                          |            | | 2023年7月3日   |
| 第125回 | 秋葉佑                            |            | | 2023年7月17日  |
| 第126回 | 村井美里                          |            | | 2023年7月31日  |
| 第127回 | 山根雅史                          |            | | 2023年8月14日  |
| 第128回 | 天﨑滉平                          |            | | 2023年8月24日  |
| 第129回 | 岡咲美保                          |            | | 2023年9月11日  |
| 第130回 | 村井美里                          |            | | 2023年9月25日  |
| 第131回 | 秋葉佑                            |            | | 2023年10月9日  |
| 第132回 | 山根雅史                          |            | | 2023年10月23日 |
| 第133回 | 秋葉佑                            |            | | 2023年11月6日  |
| 第134回 | 佐藤元                            |            | | 2023年11月20日 |
| 第135回 | 村井美里                          |            | | 2023年12月4日  |
| 第136回 | 山根雅史                          |            | | 2023年12月18日 |
| 第137回 | 秋葉佑                            |            | | 2024年1月1日   |
| 第138回 | 村井美里                          |            | | 2024年1月15日  |
| 第139回 | 佐藤元                            |            | | 2024年1月29日  |
| 第140回 | 山根雅史                          |            | | 2024年2月12日  |
| 第141回 | 秋葉佑                            |            | | 2024年2月26日  |
| 第142回 | 山根雅史                          | 鷲崎健     | | 2024年3月11日  |
| 第143回 | 村井美里                          |            | | 2024年3月25日  |
| 第144回 | 山根雅史                          |            | | 2024年4月8日   |
| 第145回 | 秋葉佑                            |            | | 2024年4月22日  |
| 第146回 | 村井美里                          |            | | 2024年5月6日   |
| 第147回 | 山根雅史                          |            | | 2024年5月20日  |
| 第148回 | 秋葉佑                            |            | | 2024年6月3日   |
| 第149回 | 村井美里                          |            | | 2024年6月17日  |
| 第150回 | 佐藤元                            | 照井悠希   | | 2024年7月1日   |
| 第151回 | 村井美里                          | 塚田悠衣   | | 2024年7月15日  |
| 第152回 | 山根雅史                          | 朱家勇     | | 2024年7月29日  |
| 第153回 | 村井美里                          | 豊洲りお   | | 2024年8月12日  |
| 第154回 | 秋葉佑                            |            | | 2024年8月26日  |

## アシスタント
- 天﨑滉平（『松岡ハンバーグ』第1回〜[1]）

松岡ハンバーグの肩書きは「お皿」。配信第1回から出演しているオープニングスタッフ。第51回の新アシスタント登場回までアシスタントとして皆勤であった。
「お皿」の由来は、話すことが苦手な松岡に変わって天崎がトークを回してフォローすることから「ラジオの土台であること」、「皿回し」と掛けて松岡によって付けられた。
- 岡咲美保（『松岡ハンバーグ』第1回〜[1]）

松岡ハンバーグの肩書きは「お麩」。配信第1回から出演しているオープニングスタッフ。岡咲にとって松岡ハンバーグが自身初のラジオ番組である。
「お麩」の由来は、松岡が自身でハンバーグを作るときにパン粉の代わりにお麩を使用しており、肉汁を吸収力で閉じ込めるお麩のように新人の岡咲がラジオで受け取ったものをすぐに吸収することから。

## ゲスト

### 本編収録ゲスト
- 第6回 - 島﨑信長[163]
- 第7回 - 楠木ともり[164]
- 第9回 - 佳村はるか[165]
- 第10回 - 内田雄馬[166]
- 第12回 - 小林裕介[167]
- 第14回 - 髙橋ミナミ[168]
- 第16回 - 赤﨑千夏[169]
- 第19回 - 代永翼[170]
- 第23回 - 岡本信彦[171]
- 第24回 - 山本格[172]
- 第27回 - 大西沙織[173]
- 第30回 - 日高里菜[174]
- 第32回 - 杉田智和[175]
- 第34回 - 小澤亜李[176]
- 第36回 - 安野希世乃[177]
- 第38回 - 藤田茜[178]
- 第40回 - 小松未可子[179]
- 第41回 - 伊藤かな恵[180]
- 第44回 - 秋葉佑[181]（※ゲスト出演）
- 第45回 - 逢坂良太[182]
- 第46回 - 川原礫[183]
- 第48回 - 笠間淳[184]
- 第53回 - 伊藤静[185]
- 第54回 - 桑原由気[186]
- 第55回 - 下野紘[187]
- 第57回 - 八代拓[188]
- 第58回 - 加隈亜衣[189]
- 第60回 - 小林裕介[190]
- 第62回 - 高橋李依[191]
- 第67回 - 島﨑信長[192]
- 第68回 - 前野智昭[193]
- 第72回 - 矢作紗友里[194]
- 第76回 - 柿原徹也[195]
- 第79回 - 岡咲美保[196]（※ゲスト出演）
- 第83回 - 足立慎吾[197]
- 第89回 - 長縄まりあ[198]
- 第142回 - 鷲崎健[199]
- 第150回 - 照井悠希[200]
- 第151回 - 塚田悠衣[201]
- 第152回 - 朱家勇[202]
- 第153回 - 豊洲りお[203]

### DJCD版ゲスト
- DJCD松岡ハンバーグ

茅野愛衣

### イベントゲスト
- 公開録音2020第2部（2020年2月23日）

日笠陽子
- 公開録音2023両部（2023年2月26日）

島﨑信長
- 公開録音2023第1部（2023年9月17日）

小林裕介
- 公開録音2023第2部（2023年9月17日）

杉田智和
- 公開録音2024第1部（2024年3月16日）

内田雄馬
- 公開録音2024第2部（2024年3月16日）

下野紘

## イベント
『松岡ハンバーグ公開録音2020』
- 概要：
- 日時：2020年2月23日（昼夜2回公演）
- 場所：雷5656会館ときわホール
- 出演（昼の部）：松岡禎丞、天﨑滉平、岡咲美保
- 出演（夜の部）：松岡禎丞、天﨑滉平、岡咲美保、日笠陽子（ゲスト）

『松岡ハンバーグ公開録音2023』
- 概要：
- 日時：2023年2月26日（昼夜2回公演）
- 場所：サイエンスホール
- 出演（昼の部）：松岡禎丞、天﨑滉平、岡咲美保、秋葉佑、島﨑信長（ゲスト）
- 出演（夜の部）：松岡禎丞、村井美里、佐藤元 (声優)、山根雅史、島﨑信長（ゲスト）

『松岡ハンバーグ 公開イベント2024秋』
- 概要：
- 日時：2024年11月16日（昼夜2回公演）
- 場所：東京総合美容専門学校　マルチホール
- 出演（昼の部）：松岡禎丞、天﨑滉平、照井悠希、河西健吾（ゲスト）
- 出演（夜の部）：松岡禎丞、佐藤元 (声優)、照井悠希、佐藤拓也（ゲスト）